# Затишна вулиця (Київ)
За́тишна ву́лиця — вулиця в Дарницькому районі міста Києва, житловий масив Позняки. Пролягає від Тепловозної вулиці (двічі, утворюючи напівкільце).

## Історія
Вулиця виникла в першій половині XX століття, мала назву Червона. Сучасна назва — з 1955 року. До 1990-х років до вулиці прилягав Затишний провулок (ліквідований внаслідок знесення старої забудови).